# John Otterbein Snyder
Pour les articles homonymes, voir Snyder.
John Otterbein Snyder est un  ichtyologiste américain, né le 14 août 1867 à Butler (Indiana) et mort le 19 août 1943.

## Biographie
Snyder se passionne très tôt pour la nature et constitue une importante collection d’oiseaux et d’œufs. Adolescent, il revend ses doubles afin d'acquérir un microscope. Il enseigne à Cedar Lake (Indiana) mais, souhaitant poursuivre ses études, il entre en 1890 à l’université de l'Indiana. Il rencontre alors le grand ichtyologiste David Starr Jordan (1851-1931). Il doit interrompre ses études en 1892 pour gagner de l’argent comme directeur d’école à Pullman (Washington). Il retourne à Stanford et est diplômé en 1897 puis reçoit, deux ans plus tard, un Master of Arts. Il va faire toute sa carrière dans cette même université en commençant comme instructeur en zoologie.
Dès 1897, Snyder alterne travail de terrain, recherche en laboratoire, publication de nombreux articles. Il s’intéresse principalement aux poissons mais aussi aux oiseaux et aux mammifères de l’ouest de l’Amérique du Nord et des régions Pacifique. Il participe, de 1902 à 1906, à l’expédition à bord du vaisseau de recherche Albatross, aux côtés de David Starr Jordan, sur les côtes du Mexique, du Japon et d’Hawaï.
En 1914, il reçoit la charge des collections d’ichtyologie à l’U.S. National Museum of Natural History. En 1925, il devient le directeur du laboratoire de biologie marine de Woods Hole mais ne conserve ce poste que peu de temps. Durant sa carrière, il joue le rôle d’expert auprès de plusieurs commissions sur les pêches. Snyder est membre de la California Academy of Sciences.

## Liste partielle des publications
- 1911 : Descriptions of new genera and species of fishes from Japan and the Riu Kiu Islands. Proc. U. S. Natl. Mus., v. 40 (n° 1836) : 525–549.

## Source
- [PDF] (en) [www-marine.stanford.edu/memorials/SnyderJ.pdf Courte biographie de l’université Stanford].